# Churence Rogers
Pour les articles homonymes, voir Rogers.
Churence Rogers est un homme politique canadien, actuellement député à la Chambre des communes du Canada, représentant la circonscription terreneuvienne de Bonavista—Burin—Trinity depuis 2017 sous la bannière du Parti libéral du Canada.

## Biographie
Élu local ancré à Terre-Neuve-et-Labrador, il occupe son premier mandat de maire à Harbour Breton de 1997 à 2003. Six ans plus tard, il renoue avec la politique municipale en devenant maire de Centreville-Wareham-Trinity lors des municipales de 2009. C'est en tant que maire de cette commune qu'il préside « Municipalities Newfoundland and Labrador », association des maires de la province. À l'automne 2017 il annonce son intention de briguer l'investiture libérale dans Bonavista—Burin—Trinity à la suite de la démission de Judy Foote. Il est désigné par les militants le 16 novembre.
Le 11 décembre 2017, il est largement élu député, avec 69,2% et plus de 8000 voix d'avance sur son concurrent conservateur.

### Résultats électoraux
|  | Candidat             | Parti         | #    | %      |
|  | -------------------- | ------------- | ---- | ------ |
|  | Churence Rogers      | Libéral       | 8717 | 69,2 % |
|  | Mike Windsor         | Conservateur  | 2878 | 22,9 % |
|  | Tyler Downey         | Néo-Démocrate | 598  | 4,7%   |
|  | Shane Stapleton      | Libertarien   | 262  | 4,7%   |
|  | Tyler John Colbourne | Vert          | 138  | 1,1%   |
|  | Total                |               |      |        |